# Louis Testory
 (juillet 2010).
Si vous disposez d'ouvrages ou d'articles de référence ou si vous connaissez des sites web de qualité traitant du thème abordé ici, merci de compléter l'article en donnant les références utiles à sa vérifiabilité et en les liant à la section « Notes et références ».
Louis Benoît Testory (né à Millau le 14 mai 1822 et mort le 25 septembre 1900) est un prêtre catholique séculier français.

## Biographie
L'abbé Testory fut l'aumônier des troupes françaises de Napoléon III notamment lors des guerres de Crimée et du Mexique. Il fut nommé chanoine de Saint-Denis.